# Halleberg

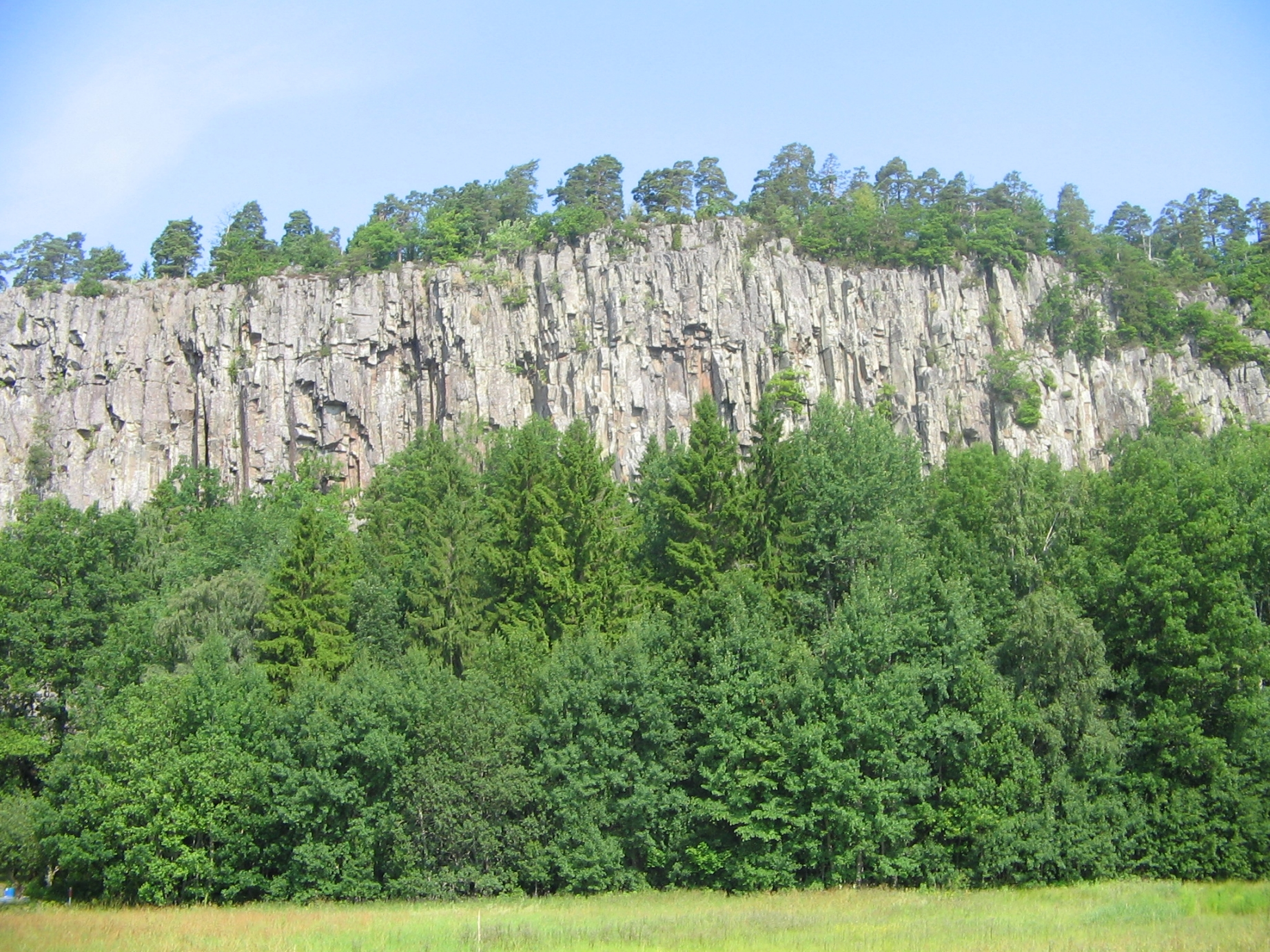
Hallebergs branter

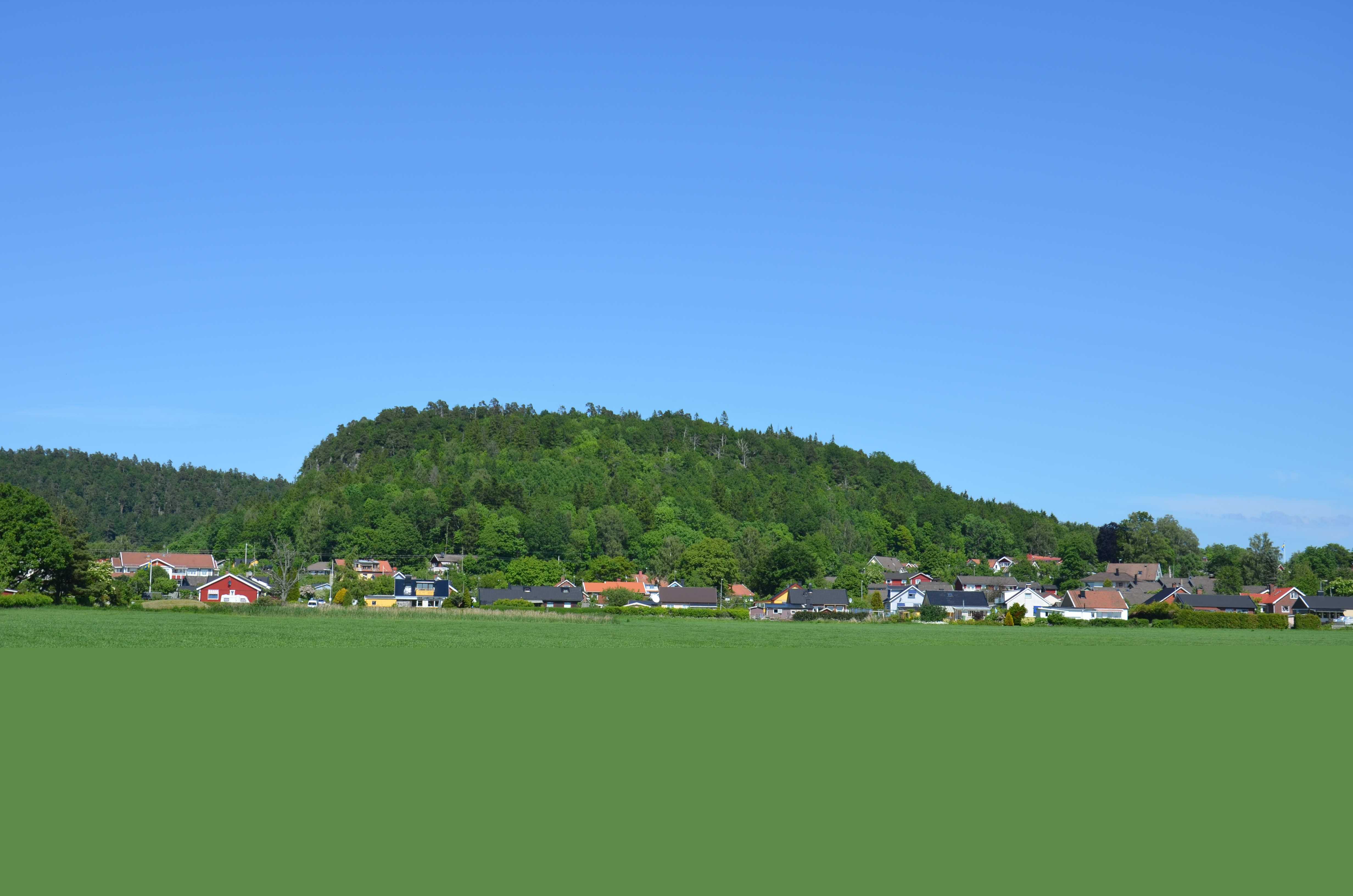
Halleberg från Vargön

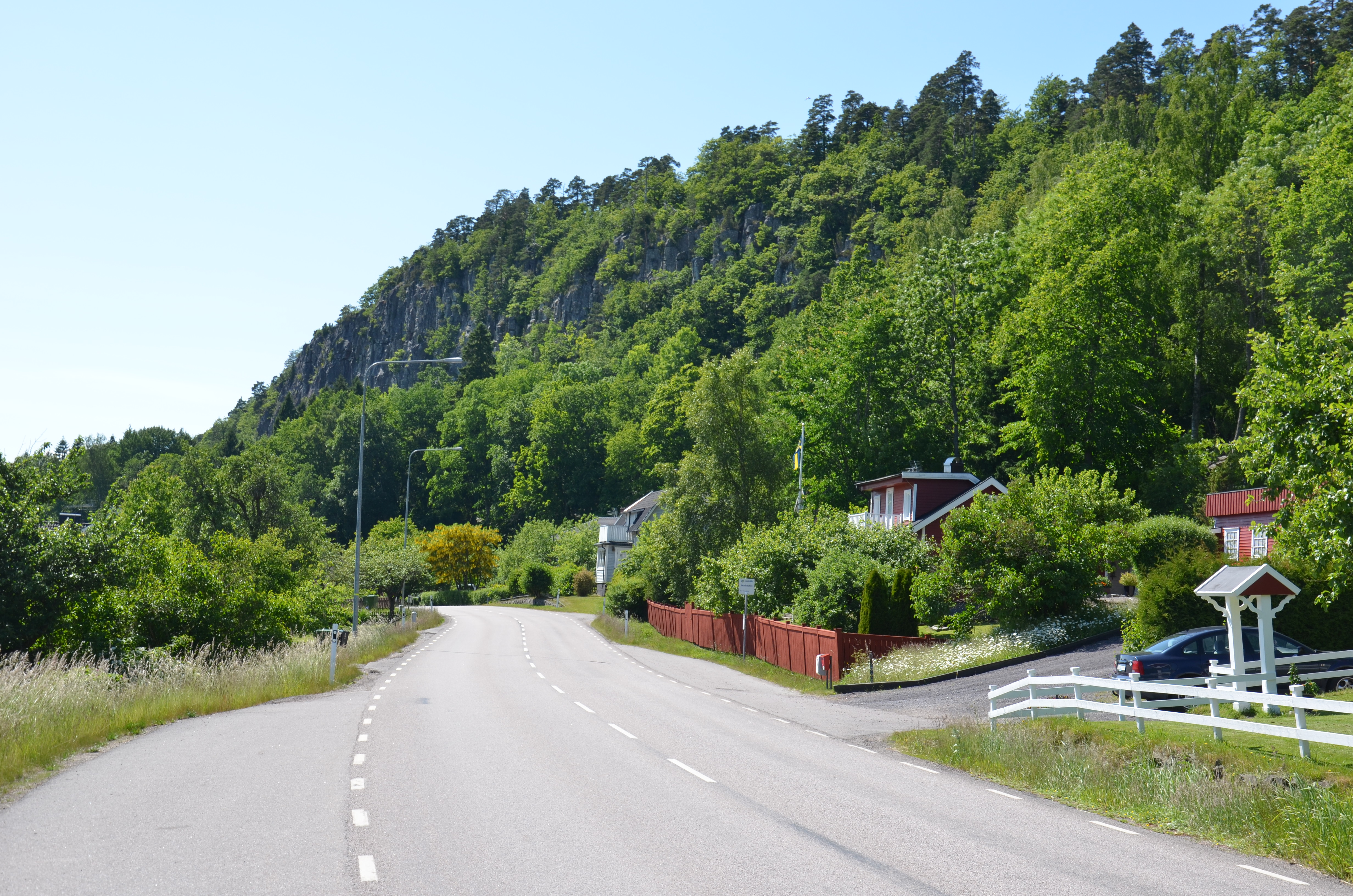
Halleberg sett från landsvägen till Vargön österifrån

Halleberg är ett platåberg, med Skandinaviens största kända fornborg, vid Vänern i Vänersborgs kommun i Västergötland. 
Halleberg, som till en del utskjuter i Vänern, skiljs i söder genom en omkring 500 meter bred dalgång från det intilliggande Hunneberg (även detta ett platåberg). Norra delen av Halleberg kallas Hallesnipen.

## Geologi
Hallebergs höjd ligger i medeltal på cirka 90 meter över Vänern, eller 134 meter över havet; en och annan punkt är dock högre, högsta punkten är 155 meter över havet.
Halleberg är uppbyggt av kambriska, ordoviciska och permiska bergarter. De paleozoiska bergarterna är avsatta direkt på urbergets peneplan, som i området består av götagranit. De kambriska sedimentära bergarterna är sandsten och alunskiffer. Sandstenslagret är i medeltal 24 meter tjockt. Över denna finns sedan en 0,30 meter tjock skiffer som i sin tur pålagras av cirka 24 meter alunskiffer. Ordovicium finns representerat av en kalkhaltig skiffer. Under perm trängde det in diabas som lade sig som ett skyddande lock och har på så sätt skyddat berget från erosion. Diabasen på västgötabergen kallas lokalt för trapp.

## Ekonomisk geologi
Orsten, alunskiffer och diabas har tidigare brutits på flera ställen på berget. 

## Natur
Runt Hallebergs fot finns långsträckta rasbranter av stora hopstaplade, skarpkantiga stenblock. På några få ställen finns dock så kallade klev, där det finns vägar eller stigar upp till berget. Vegetationen på bergsplatån domineras av gran och tall och av vidsträckta mossar, medan rasbranternas nedre delar är artrikare. Till skillnad från Hunneberg finns det på Halleberg bara en sjö, den tre kilometer långa men smala Hallsjön.
På Halleberg finns naturreservaten Halle- och Hunnebergs platåer och Halle- och Hunnebergs rasbranter.

## Hallebergs fornborg
Halleberg utgör också Skandinaviens största fornborg (cirka 20 kvadratkilometer). Den är nästan helt naturligt befäst genom bergets branta stup. Större stenvallar finns främst vid Storgårdsklev i sydväst. Där finns tre stenvallar med en total längd på 1 800 meter, av vilka den längsta är cirka 700 meter lång och en meter hög. Mindre vallar finns i framkomliga klyftor, exempelvis vid Lilleskog och Björkås trappa. Fornborgen anlades under folkvandringstiden på 400–500-talen. Den var tillflyktsort under de svensk-danska krigen på 1400–1600-talen, till exempel vid Gyldenlöwefejden 1676, men även under Gustav III:s ryska krig 1788. Danskarna lyckades endast erövra borgen en gång, 1612. Under Bassefejden 1490-1510 belägrades Halleberg under sju år. 
Ortnamnet (cirka 1325 Haal), tidigare endast Hall, innehåller hall, "berghäll", "klippa" eller dylikt.

## Halleberg i mytologin
Halleberg anses av vissa vara platsen för Valhall. En del av berget kallas än idag Häcklan, ett av Odens namn var Häcklaman.